# Hydrolithon cymodoceae
Hydrolithon cymodoceae (Foslie) Penrose, 1992  é o nome botânico  de uma espécie de algas vermelhas pluricelulares do gênero Hydrolithon, família Corallinaceae, subfamília Mastophoroideae.
- São algas marinhas encontradas em Madagascar e na Austrália.

## Sinonímia
- Melobesia cymodoceae   Foslie, 1901
- Heteroderma cymodoceae   (Foslie) Foslie, 1909
- Fosliella cymodoceae   (Foslie) P.Jones & Woelkerling, 1984